# Суха Млака
Суха Млака (хорв. Suha Mlaka) — населений пункт у Хорватії, в Вировитицько-Подравській жупанії у складі громади Црнаць.

## Населення
Населення за даними перепису 2011 року становило 105 осіб.
Динаміка чисельності населення поселення:

## Клімат
Середня річна температура становить 11,26 °C, середня максимальна – 25,84 °C, а середня мінімальна – -5,99 °C. Середня річна кількість опадів – 709 мм.
| Клімат поселення                              | Клімат поселення | Клімат поселення | Клімат поселення | Клімат поселення | Клімат поселення | Клімат поселення | Клімат поселення | Клімат поселення | Клімат поселення | Клімат поселення | Клімат поселення | Клімат поселення | Клімат поселення |
| Показник                                      | Січ.             | Лют.             | Бер.             | Квіт.            | Трав.            | Черв.            | Лип.             | Серп.            | Вер.             | Жовт.            | Лист.            | Груд.            |                  |
| Середній максимум, °C                         | 5,90             | 8,20             | 12,78            | 17,38            | 22,70            | 25,84            | 25,33            | 24,88            | 20,58            | 15,28            | 9,48             | 5,38             |                  |
| Середня температура, °C                       | −0,02            | 2,20             | 6,85             | 11,44            | 16,76            | 19,91            | 21,46            | 21,04            | 16,71            | 11,40            | 5,60             | 1,50             |                  |
| Середній мінімум, °C                          | −5,99            | −3,7             | 0,91             | 5,50             | 10,84            | 13,99            | 17,65            | 17,20            | 12,90            | 7,60             | 1,79             | −2,3             |                  |
| Норма опадів, мм                              | 43               | 39               | 42               | 55               | 68               | 89               | 65               | 67               | 56               | 61               | 70               | 54               |                  |
| Середньомісячна швидкість вітру, м/с          | 2.20             | 2.49             | 2.77             | 2.69             | 2.39             | 2.20             | 2.10             | 1.90             | 1.90             | 2.00             | 2.15             | 2.26             |                  |
| Середньомісячна сонячна радіація, кДж/м²·день | 4117             | 6877             | 10783            | 15286            | 19321            | 21372            | 22149            | 19933            | 14751            | 9118             | 4645             | 3473             |                  |
| --------------------------------------------- | ---------------- | ---------------- | ---------------- | ---------------- | ---------------- | ---------------- | ---------------- | ---------------- | ---------------- | ---------------- | ---------------- | ---------------- | ---------------- |
| Джерело:                                      |                  |                  |                  |                  |                  |                  |                  |                  |                  |                  |                  |                  |                  |